# Rhene jelskii
Rhene jelskii là một loài nhện trong họ Salticidae.
Loài này thuộc chi Rhene. Rhene jelskii được Władysław Taczanowski miêu tả năm 1871.